# Strom Thurmond
James Strom Thurmond (ur. 5 grudnia 1902 w Edgefield, zm. 26 czerwca 2003 tamże) – amerykański dowódca wojskowy, generał major United States Army, nauczyciel, prawnik i polityk, gubernator stanu Karolina Południowa (1947−1951), najdłużej żyjący i drugi pod względem długości urzędowania senator USA. W Senacie zasiadał w latach 1954–2003 (do 1964 jako demokrata, a następnie jako republikanin).

## Życiorys
Urodził się 5 grudnia 1902 w Edgefield w stanie Karolina Południowa, jako syn Johna Williama Thurmonda (1862−1934) i Eleonory Gertrudy Strom (1870−1958). Uczęszczał do Clemson Agricultural College (obecnie Clemson University), gdzie był członkiem korporacji akademickiej Pi Kappa Alpha (ΠΚΑ). W 1923 ukończył studia ogrodnicze, a następnie
prawnicze. W latach 1930–1938 pracował jako adwokat.
Podczas II wojny światowej służył w Europie i na Pacyfiku, m.in. brał udział w alianckiej inwazji we Francji. W okresie służby wojskowej otrzymał 18 odznaczeń i nagród, m.in. dwukrotnie Legię Zasługi, Brązową Gwiazdę, Purpurowe Serce oraz francuski Krzyż Wojenny. W latach 1954–1955 był prezesem Związku Oficerów Rezerwy. Wycofał się ze służby wojskowej w randze generała majora.
W latach 1947–1951 pełnił urząd gubernatora stanu Karolina Południowa. W 1948 został kandydatem prosegregacyjnej, południowej frakcji demokratów (Demokraci Praw Stanowych, Dixiecrat) na prezydenta. Uzyskał wówczas 1.169.021 głosów (2,4%) i wygrał wybory w czterech stanach południowych (Luizjana, Karolina Południowa, Missisipi, Alabama, przypadł mu też głos jednego z demokratycznych elektorów w Tennessee). Wybory wygrał wówczas urzędujący prezydent Harry Truman, pokonując nie tylko Thurmonda i kandydata progresywistów (liberalnego skrzydła demokratów) Henry’ego Wallace’a, ale i nominata republikanów Thomasa Deweya.
W 1954 Thurmond został wybrany senatorem. Jest to pierwszy przypadek w historii, gdy senator zdołał zdobyć swój mandat w wyborach jako tzw. kandydat dopisany do listy, tj. nie figurujący na liście kandydatów, ale wpisywany w wolne miejsce na karcie do głosowania.
W 1957 zasłynął jako autor najdłuższej mowy blokującej (Filibuster). W Senacie zasiadał przez dziewięć kadencji. W latach 1981–1987, 1995 oraz 2001 (z przerwą) pełnił funkcję prezydenta pro tempore Senatu.
W wyborach prezydenckich 1960 otrzymał 15 głosów elektorskich, pomimo nieubiegania się o ten urząd w głosowaniu powszechnym. 
W 1964, w ramach protestu przeciwko popieranej przez prezydenta Lyndona Johnsona Ustawie o Prawach Obywatelskich i postawie popierającej ją większości demokratów, zmienił przynależność partyjną (mimo iż ustawę poparło proporcjonalnie więcej republikanów).
W 1997 został najdłużej żyjącym i urzędującym senatorem USA.
Strom Thurmond był jednym z najbardziej kontrowersyjnych senatorów w ostatnim stuleciu i opinie o nim są ostro podzielone. Nie da się zaprzeczyć, że w pierwszej części swojej kariery politycznej Thurmond był zagorzałym rasistą i zwolennikiem separacji między białymi i czarnymi. Jednak w późniejszej części swojej długiej kariery Thurmond powoli zaczął przyjmować bardziej postępowe poglądy. Z nadejściem lat 70. stał się nawet zwolennikiem integracji między rasami, wcześniej niż inni senatorowie z Południa. Thurmond zatrudnił Afroamerykanów w swoim sztabie, wysłał córkę do mieszanej szkoły publicznej i popierał kandydatury afroamerykańskich sędziów. Niektórzy posądzali go o zrobienie tego zwrotu tylko ze względów politycznych.
Niedługo po śmierci Thurmonda Essie Mae Washington-Williams wyjawiła, że jest jego nieślubnym dzieckiem. Jej matką była afroamerykańska pokojówka. Washington-Williams urodziła się w 1925, kiedy jej matka miała lat 16, a Thurmond lat 22. Thurmond, choć ze względów politycznych nie przyznawał się do ojcostwa, utrzymywał z nią bliskie kontakty przez całe życie.
12 czerwca 2010 jego rekord długości senackiej kariery (ale nie wieku) pobił demokrata Robert Byrd.

## Odznaczenia
- Legia Zasługi – dwukrotnie
- Brązowa Gwiazda
- Purpurowe Serce
- World War II Victory Medal
- European-African-Middle Eastern Campaign Medal
- Prezydencki Medal Wolności
- Prezydencki Medal Obywatelski
- Order Korony (Belgia)
- Krzyż Wojenny 1939–1945 (Francja)